# Ps (Unix)

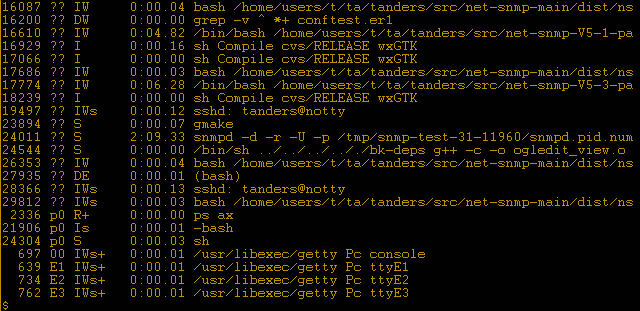
Screenshot exemplarischer Ausgaben von ps

ps (für process status) ist ein Unix-Kommando, das eine Liste aller Prozesse, welche momentan laufen oder sich im Zombie-Status befinden, auf dem Bildschirm ausgibt.
Der Befehl ist mindestens seit der Unix-Version V3 verfügbar. Häufig verwendete Aufrufparameter sind „ax“ oder auch „-ef“ (je nach Unix-Derivat). Diese bewirken eine Auflistung aller Prozesse einschließlich der jeweiligen Befehlszeile.
Die Ausgabe des Kommandos hat folgende Bedeutung:
PID
Unique Process ID
SIZE
Größe auf dem Virtuellen Speicher (Programm + Heap + Stack)
RSS
Resident Set Size, ist die Größe des Prozesses im Speicher. Hier werden im Gegensatz zu SIZE nicht die shared libraries hinzugezählt
TTY
Terminal, aus welchem der Prozess gestartet wurde
STAT
Information zum aktuellen Status des Prozesses
Unter Microsoft Windows gibt es ein ähnliches Tool namens tasklist.exe.

## Anwendungsbeispiel
```
[slave@pc-x1y3z7 ~]$ ps -C nfsd
```

Zeigt alle Instanzen des NFS-Daemon auf einem System.